# L'Indien (film, 2019)
 (octobre 2021).
La mise en forme du texte ne suit pas les recommandations de Wikipédia : il faut le « wikifier ».
Les points d'amélioration suivants sont les cas les plus fréquents :
- Les titres sont pré-formatés par le logiciel. Ils ne sont ni en capitales, ni en gras.
- Le texte ne doit pas être écrit en capitales (les noms de famille non plus), ni en gras, ni en italique, ni en « petit »…
- Le gras n'est utilisé que pour surligner le titre de l'article dans l'introduction, une seule fois.
- L'italique est rarement utilisé : mots en langue étrangère, titres d'œuvres, noms de bateaux, etc.
- Les citations ne sont pas en italique mais en corps de texte normal. Elles sont entourées par des guillemets français : « et ».
- Les listes à puces sont à éviter, des paragraphes rédigés étant largement préférés. Les tableaux sont à réserver à la présentation de données structurées (résultats, etc.).
- Les appels de note de bas de page (petits chiffres en exposant, introduits par l'outil «  Source ») sont à placer entre la fin de phrase et le point final[comme ça].
- Les liens internes (vers d'autres articles de Wikipédia) sont à choisir avec parcimonie. Créez des liens vers des articles approfondissant le sujet. Les termes génériques sans rapport avec le sujet sont à éviter, ainsi que les répétitions de liens vers un même terme.
- Les liens externes sont à placer uniquement dans une section « Liens externes », à la fin de l'article. Ces liens sont à choisir avec parcimonie suivant les règles définies. Si un lien sert de source à l'article, son insertion dans le texte est à faire par les notes de bas de page.
- La présentation des références doit suivre les conventions bibliographiques. Il est recommandé d'utiliser les modèles {{Ouvrage}}, {{Chapitre}}, {{Article}}, {{Lien web}} et/ou {{Bibliographie}}. Le mode d'édition visuel peut mettre en forme automatiquement les références.
- Insérer une infobox (cadre d'informations à droite) n'est pas obligatoire pour parachever la mise en page.

Pour une aide détaillée, merci de consulter Aide:Wikification.
Si vous pensez que ces points ont été résolus, vous pouvez retirer ce bandeau et améliorer la mise en forme d'un autre article.
 (octobre 2021).
Si vous disposez d'ouvrages ou d'articles de référence ou si vous connaissez des sites web de qualité traitant du thème abordé ici, merci de compléter l'article en donnant les références utiles à sa vérifiabilité et en les liant à la section « Notes et références ».
 (octobre 2021).
Pour l’article homonyme, voir L'Indien.
L'Indien (en persan : سرخ‌پوست) est un film iranien réalisé et écrit par Nima Javidi, sorti en 2019. Il met en vedette Navid Mohammadzadeh et Parinaz Izadyar.  
Se déroulant en 1967 en Iran, Navid Mohammadzadeh joue le rôle du major Nemat Jahed, le directeur d'une prison, qui est évacuée pour expansion alors que l’un des prisonniers est porté disparu. Le film porte le surnom du prisonnier « Ahmad l'Indien » (en persan :احمد سرخ پوست).
Ce film a été projeté pour la première fois au 37e Festival du film de Fajr et, en étant nommé dans 8 catégories de ce festival,  pour gagner le Simorgh de cristal, il a reçu le prix spécial du jury. Massoud Farasati, dans son émission de télévision (Sept), considérait ce film comme la meilleure œuvre du festival.

## Synopsis
En 1967, une ancienne prison du sud a été évacuée en raison de sa proximité avec l'aéroport en développement de la ville. Le major Nemat Jahed, le chef de la prison, transfère les prisonniers dans la nouvelle prison avec ses officiers, et le major lui-même et ses hommes doivent quitter la prison d’ici le soir. Le colonel Modaber, qui est supérieur à Jahed, va le voir en prison et lui dit que Jahed a été promu et va être son propre successeur. Jahed, heureux d’apprendre la nouvelle, découvre lors d’un appel téléphonique que l’un des prisonniers, Ahmed, surnommé l’Indien, n’était pas avec les autres prisonniers. Des enquêtes ultérieures rassurent Jahed que l’Indien est toujours en prison et se cache quelque part. Au même moment, une Travailleuse sociale qui offre ses services aux détenus, nommée Soussan Karimi est venue voir Jahed et lui a dit que la peine de l’Indien avait changé, de manière suspecte, à la peine capitale. Jahed, qui voit sa promotion en péril, fouille toute la prison avec ses troupes pour retrouver l’Indien. Entre temps, un lien amoureux est en train de se former entre Jahed et Soussan, en silence tranquillement et progressivement.

## Distribution
- Navid Mohammadzadeh : le major Nemat Jahed
- Parinaz Izadyar : Soussan Karimi
- Atila Pesyani : la directrice de l'aéroport
- Setareh Pesyani : la femme d'Ahmad
- Amir Keyvan Masoumi : le sergent Abbas Naji
- Habib Razaei : prisonnier
- Mani Haghighi : colonel Modabber
- Ismail Pourreza : Seyyed Davod
- Mohammad Rasoul Safati : le capitaine Raouf
- Yadollah Shademani : le témoin
- Ali Merdaneh : le sergent Assadi
- Morteza Ali Abbas Mirzaei : prisonnier
- Hossein Rahmani Manesh : fils de Nemat Jahed

## Projection
L'Indien a été projeté pour la première fois le vendredi 1er février 2019, dans la section Simorgh de cristal du 37e Festival du film de Fajr et est sorti dans les cinémas à travers le pays le 5 juin 2019. L'Indien est maintenant le quatrième film non comique le plus vendu de l'histoire du cinéma iranien.